# Oldenlandia dinteri
Oldenlandia dinteri är en måreväxtart som beskrevs av Kurt Krause. Oldenlandia dinteri ingår i släktet Oldenlandia och familjen måreväxter.
Artens utbredningsområde är Namibia. Inga underarter finns listade i Catalogue of Life.